# Tramín bílý
Tramín bílý (název dle VIVC Savagnin blanc) je starobylá, středně pozdní až pozdní moštová odrůda révy vinné (Vitis vinifera), používaná k výrobě bílých vín.
Rodina odrůd Tramín patří do skupiny západoevropských odrůd (Proles occidentalis Negr.) Ty se vyznačují menším hroznem i bobulemi, slabším růstem a tenčím révím, které dobře vyzrává a odolává mrazu. Typické jsou pro ně i vína vysoké kvality s vysokým obsahem kořenitých a vonných látek. Rodina odrůd Tramín patří k nejstarším pěstovaným odrůdám a její původ se ztrácí v dávné minulosti.
Tramín, nebo též Savagnin, jak je rodina odrůd nazývána v regionech Jura a Franche-Comté v severovýchodní Francii, má velmi dlouhou historii a navíc značný sklon k tvorbě mutací. Jako u každé takové odrůdy (jmenovat můžeme například Pinot, Trebbiano Toscano či Gouais blanc) se u ni během staletí vegetativní reprodukce vyvinulo několik různých forem (mutací, klonů), rozdílných co barvy bobulí, aroma, tvaru a rozměru listů, hroznů atd. Některé z těchto forem máme dnes sklon považovat za samostatné odrůdy, například Gewürztraminer v Alsasku, v italském regionu Südtirol/Trentino-Alto Adige a v Německu, Heida či Païen ve Švýcarsku (odtud pochází odrůda Tramín bílý, pěstovaná za hraběte Františka Antonína Šporka na zámku Kuks pod názvem Brynšt a dnes zde opět na malé ploše vysazená), Traminer či Traminer Weisser v Německu, Traminer Aromatico v regionu Südtirol/Trentino-Alto Adige v Itálii. Analýza DNA prokázala, že všechny tyto formy mají stejný genetický základ s pouze nepatrnými rozdíly na úrovni klonů. 
Přes výše uvedené, a nebo právě proto, nám nic nebrání, rozlišovat po vzoru odrůd Pinot tradičně alespoň odrůdy Tramín bílý a Tramín červený, mimochodem, ve Francii jsou v „Catalogue des variétés de vigne“ zapsány samostatně odrůdy tři, stejně jako v katalogu VIVC, a sice Gewürztraminer, Savagnin Rosé a Savagnin Blanc.

## Původ rodiny odrůd Tramín
Rodina odrůd Tramín má podle nejnovějších genetických výzkumů poměrně blízko k volně rostoucí révě lesní (Vitis vinifera ssp. sylvestris) a je pravděpodobně nahodilým křížencem dvou ještě starších, neurčených a dnes již patrně neexistujících odrůd, popřípadě křížencem odrůdy Pinot a neznámé, patrně neexistující odrůdy.
Dlouho se předpokládalo, že místem původu této rodiny odrůd je sever Itálie, konkrétně region Südtirol/Trentino-Alto Adige, kde se nachází obec jménem Tramin (Tramino, Termeno). Odtud se odrůda měla šířit do Švýcarska, Německa, do prostoru Střední Evropy a do Francie. Legendu o původu odrůdy rozšířil patrně německý botanik Hieronymus Bock v knize „Kreuterbuch“ z roku 1539. První bezpečně prokázaná zmínka o „vini de Traminne“ (vínech z města Tramin/Termeno) pochází sice již z roku 1242 z Bolzana a později se takové zmínky objevují stále častěji, ale vína nikdy nebyla vyráběna z odrůdy Tramín. Ještě počátkem 20. století pěstoval v této obci odrůdu (Tramín červený) pouze jediný pěstitel, oblíbena zde začala být až po první světové válce. Dnes je zde sice pěstována hojně, ale jde pouze o marketingový tah, Tramín z obce Tramin se prostě lépe prodává. Na severu Itálie neexistují ani žádná lokální synonyma odrůdy, která by zde musela vzniknout, kdyby se tu odrůda pěstovala po staletí.
Další ampelografové kladli postupně původ rodiny odrůd na území dnešního Maďarska, Rakouska či do jihovýchodní Evropy. Nejnověji, dle názoru švýcarského ampelografa Dr. José Vouillamoze, odrůda pochází z oblasti mezi severovýchodní Francií a jihovýchodním Německem, důkazy nachází v genetickém profilu odrůdy v porovnání s profilem a místem původu autochtonních odrůd, kterým je Tramín rodičovskou odrůdou.
Ve Francii je zmiňován Tramín už ve 14. století pod synonymem Savagnin a od 16. století do napoleonských válek bylo jeho pěstování značně rozšířeno. V Alsasku zůstal významnou odrůdou, patří mezi sedm ušlechtilých (noble) odrůd Alsaska. Z Francie se pravděpodobně šířil na východ, ve Falci v Německu je zmiňován už v 16. století (nachází se zde dosud produkční vinice osázená Tramínem červeným již před 400 lety !).

## Mutace a klony rodiny odrůd Tramín
Odrůda Gewürztraminer (Tramín kořenný) je dnes považována za aromatickou mutaci odrůdy Traminer Rot (Savagnin Rosé, Tramín červený), ta je pro změnu barevnou mutací odrůdy Traminer Weiss (Savagnin blanc, Tramín bílý). První zmínka o odrůdě „Gewürztraminer“ pochází z roku 1827 z oblasti Rheingau, Johann Metzger ji zde označuje za vzácně pěstovanou. Je pravděpodobné, že k mutaci došlo v oblasti Rheinland-Pfalz, protože ve Francii, v Alsasku roku 1886 ji zmiňuje Oberlin s tím, že pochází z oblasti „Palatinat“ tedy Falc.
Problematika odlišování „taxonů“ s názvem Tramín červený a Gewürztraminer: Tramín červený, v německy mluvících oblastech nazývaný Traminer Rot, měl být historicky pěstován v zemích bývalého východního bloku a měl se vyznačovat červenou barvou bobulí a umírněnou kořenitostí. Gewürztraminer, nazývaný u nás Tramín kořeněný či kořenný, měl být pěstován v západoevropských zemích, měl mít červenošedou barvu bobulí a vyšší kořenitost. Oba taxony byly různými ampelografy v různém období považovány za samostatné odrůdy, mutace či klony, místy dokonce převládl názor, že jde pouze o stanovištní rozdíly, na které jedna a táž odrůda výrazně reaguje. Navíc dnes, kdy lze u nás (a podobně v zemích bývalého východního bloku) po období horoucího vysazování vinohradů před vstupem do EU a shánění klonů odrůd z různých zdrojů, oblastí a populací mnohdy jen těžko odlišit, o kterou z těch dvou jmenovaných pseudoodrůd vlastně jde, zdá se být odlišování těchto zmíněných „taxonů“ bezpředmětné. Soudě ovšem dle typu vyráběných vín, je u nás dnes pěstován v podstatě pouze taxon Gewürztraminer.
Taxon Savagnin Rosé je pěstován takřka výlučně v Alsasku (roku 2011 na 45 ha, jeden registrovaný klon) a v německém Bádensku, v okolí Durbachu, kde se nacházejí nejrozsáhlejší osazené plochy. Má sliznatou až rozplývavou, sladkou dužinu neutrální chuti, bez klasického, florálně-kořenitého aroma. Dalším rozdílem od odrůdy Gewürztraminer je průsvitná slupka bobule v období zabarvování bobulí (francouzsky „veraison“). Odrůdová vína jsou zlatožlutá, plná, často s vyšším obsahem zbytkového cukru a alkoholu, ale jsou spíše neutrálního typu, v aroma nenajdeme kořenité a florální tóny, typické pro vína Gewürztraminer. V Alsasku vyráběné víno „Klevener de Heiligenstein“ pochází právě z hroznů odrůdy Savagnin Rosé. Podle této charakteristiky lze do synonymiky odrůdy Savagnin Rosé zařadit taxon Tramín červený a odlišit je tak od taxonu Gewürztraminer. Pokud ovšem nahlédnete do katalogu francouzských odrůd., je zde „Tramin cerveny“ uveden v synonymice taxonu Gewürztraminer, francouzi patrně předpokládají, že nejsme zemí bývalého východního bloku a nearomatický typ se u nás nepěstoval.
Tramín muškátový (Savagnin blanc musqué) má hrozny jantarové barvy a intenzivnější, zřetelně muškátový buket. Dále už pouze zmiňme mutace odrůdy, uvedené samostatně v katalogu VIVC, Tramín žlutý (Traminer Gelb), Tramín šedý (Traminer Gris) a tetraploidní klon odrůdy Traminer Rot. Na vinicích se dále nehojně vyskytuje mutace Tramínu s růžově zbarvenou dužinou.

## Popis
Réva vinná (Vitis vinifera) odrůda Tramín bílý je jednodomá dřevitá pnoucí liána dorůstající v kultuře až několika metrů. Kmen tloušťky až několik centimetrů je pokryt světlou borkou, která se loupe v pruzích. Úponky révy jsou středně dlouhé, umožňují této rostlině pnout se po pevných předmětech. Růst je středně bujný až bujný s polovzpřímenými letorosty. Vrcholky letorostů jsou otevřené, silně bíle vlnatě ochmýřené, slabě pigmentované antokyaniny, bělozelenkavé s karmínovým nádechem. Internodia jsou zelená, nodia zelená, na zadní straně zelená s červenými pruhy, jemně obrvená, pupeny jsou málo pigmentované antokyaniny. Mladé lístky jsou žlutavě zelené, na rubu silně bíle vlnatě plstnaté, na hlavní žilnatině obrvené. Jednoleté réví je tmavě hnědé. Odrůda má listovou plochu zahuštěnou množstvím zálistků.
List je stejný, jako u odrůdy Tramín červený, malý až středně velký, okrouhlý, někdy nečleněný, většinou mělce trojlaločnatý, plně vyvinuté, osluněné listy jsou až pětilaločné, se středně hlubokými horními a mírnými dolními laloky, okraj listu je tupě zoubkovaný, zoubkování je střední. Čepel listu je mírně vrásčitá a zvlněná, spodní strana je středně silně plstnatá. Řapíkový výkroj je lyrovitý, mírně otevřený až překrytý, řapík je krátký, zelené barvy, žilnatina listu je pouze velmi slabě pigmentovaná antokyaniny v oblasti napojení řapíku.
Oboupohlavní květy v hroznovitých květenstvích jsou pětičetné, žlutozelené, samosprašné. Plodem je malá, okrouhlá, zelenožlutá bobule s tmavými tečkami, se silnou a pevnou slupkou. Dužina je sliznatá až rozplývavá, sladká, s odrůdovou, nakysle kořenitou vůní a chutí. Hrozen je malý (16 cm, 78 g), poměrně kompaktní, ale o něco řidší, než u odrůdy Tramín červený, je válcovitě-kuželovitý s 1–2 křidélky, s krátkou stopkou (méně než 5 cm).

## Rozšíření odrůdy
Tramín bílý je odrůda révy vinné (Vitis vinifera), známá již od středověku ze středoevropských vinic, kde se pěstovala ve směsných výsadbách i samostatně a byla považována za nejlepší bílou odrůdu pro intenzivní aroma a výbornou kvalitu vín.
Dnes se podílí např. na výrobě „Vin Jaune“ ve francouzském regionu Jura (oblasti AOC Jura a Arbois, nejznámějším výrobce Chateau Chalon). Název regionu je odvozen od názvu stejnojmenného pohoří Jura na francouzsko-švýcarském pomezí. Odrůda je náročná na pěstování a málo výnosná, což se patřičně projevuje v ceně těchto vín. Kromě toho se ve Francii používá k výrobě šumivých vín v Savojsku, v oblastech AOC Crémant du Jura a Vin de Savoie. Ve Francii byla odrůda pod názvem Savagnin blanc roku 2011 pěstována na 492 ha ve 4 klonech.
Ve Švýcarsku je odrůda pěstována v alpském regionu Wallis (Valais), v okolí Vispu, pod názvy Paien či Heida (roku 2007 na 78 ha), v Maďarsku ji říkají Fromentin, pěstována je i v Rakousku, v regionu Štýrsko, v Austrálii byla roku 1991 vysazena na 587 hektarech vinic.
Ve Státní odrůdové knize České republiky není odrůda zapsána. Vinařský zákon povoluje z této odrůdy vyrábět víno v kategorii zemských vín podle vyhlášky č. 323/2004 Sb. po novele vyhláškou č. 28/2010 Sb. Ve středověku byla odrůda hojněji pěstována především v Čechách, často pod názvy Brynšt, Broništ, Prynč, Princ bílý a podobně, dnes je na vinicích vzácností. Asi 700 keřů bylo roku 2006 vysazeno na vinohrad „Nad zámkem“ poblíž zámku Kuks u Jaroměře.

## Název
Soudí se, že Římané Tramín nazývali „Vitis aminea“, takovou odrůdu zmiňuje již Gaius Plinius Secundus v 1. stol. po Kr. Někteří ampelografové ze 17. století hovoří o tom, že předkem Tramínu je odrůda, nazývaná „Uva Aminea“ z Thesálie v severním Řecku.
Za dnešní název „Tramín“ odrůda skutečně vděčí obci Tramin/Termeno v italském regionu Südtirol/Trentino-Alto Adige. Odrůda odsud sice nepochází, ale zmínka o dobrých vínech z Tramínu (myšleno obec, nikoli odrůdu) se v literatuře od 13. do 16. století objevovala tak často, že se je v Německu snažili napodobit. To vysvětluje, proč nejpěstovanější odrůdu údolí Rýna pojmenovali „Traminer“ (roku 1483 v klášteře Bebenhausen poblíž Stuttgartu), byla to pouze snaha přiživit se na tehdejším věhlasu a pověsti vín z okolí obce Tramin. Ta byla mimochodem většinou vyráběna z odrůd Muscat Blanc à Petits Grains (Moscato Bianco, Muškát žlutý) a Lagrein Weiss.
Francouzský název „Savagnin“ vychází patrně, tak jako název rodiny odrůd „Sauvignon“, ze slova „sauvage“, v překladu „volně žijící“ či „“divoký“, tedy ve smyslu původní, divoká réva, stará odrůda révy.
Další, lokálně používaná synonyma odrůdy Tramín bílý jsou : Траминер белый, Саваньен блан, Ривола била, Бон блан (vše Rusko), Adelfranke, Aida, Albarin Blanco (mylně), Auvernat Blanc, Blanc Brun, B. Court, Bon Blanc, Broništ, Brinšt, Brynšt, Christkindlestraube, Dreimaenner, Dreimannen, Dreipfennigholz, Edeltraube, Edler Weiss, Fehér Tramini (Maďarsko), Feuille Ronde (Arbois, Poligny, Jura), Fleischweiner, Forment, Formentin Blanc, Fourmenteau, Franken, Frankisch, Frenschen Weiß, Frentsch, Fromenteau, Fromenté, F. Blanc, Fromentin Blanc (Jura), Gelbleder, Gentil Blanc, Grauer Printsch, Gringet (Ayse, Savojsko, mylně), Grünedl, Heida (Švýcarsko), Heidenwein, Kleinbraun, Kleiner Traminer, Le Paien (Itálie), Malvoise, Marzimmer, Meunier Blanc, Milleran (Řecko), Millerantraube, Millerant Traube (Španělsko), Naturé (Jura), N. Blanc, N. Jaune, N. Vert, Naturel, N. a Arbois, Noble Vert, Nürnberger, Païen (Švýcarsko, Chile), Princ Bílý, Prynč Bílý, Ryvola Bílá (vše ČR), Salvagnin, Savagnin Blanc (Francie), S. Jaune, S. Vert, Sauvagneux, Sauvagnien, Sauvagnin, Sauvagnon, Sauvagnun, Sauvoignin, Savagnin Blanc Vert (Itálie), Savoignin, Schleitheimer, Servoignier, Servoyen Blanc, Sévigné (Aube), Svenie Tokayer, Traminer d'Ore (Rumunsko), T. Alb (Rumunsko), Traminer Weiss (Německo), Tramini Fehér (Maďarsko), Viclair, Vigne Blanche, Vigne du Maréchal, Weiss Frenschen, Weissedler, Weisskloevner, Weißer Traminer.

## Kříženci odrůdy
Francouzské odrůdy Aubin Blanc a Meslier Petit jsou s nejvyšší pravděpodobností kříženci odrůd Gouais Blanc a Savagnin Blanc. 

## Pěstování
Réví vyzrává dobře. Odolnost proti mrazu je relativně dobrá, odrůda má sklon ke sprchávání při nepříznivém počasí v době květu. Plodnost je nízká, 5–8 t/ha při cukernatosti 18–24 °NM a aciditě 7–10 g/l. Odrůda vyžaduje nejlepší polohy a dobré, záhřevné půdy. Hodí se pro většinu vedení, vhodné jsou delší tažně, vhodné podnože jsou SO-4, T 5C a 125 AA. Na podnoži K 5BB roste velmi bujně a často sprchává.

### Fenologie
Odrůda raší, kvete a zaměká středně pozdně, dozrává středně pozdně až pozdně, koncem září až začátkem října, 10–20 dnů po Chaselas.

### Choroby a škůdci
Houbovým chorobám odolává odrůda obecně relativně dobře, dobře odolává plísni šedé (Botrytis cinerea), průměrně plísni révové (Plasmopara viticola), citlivější je na padlí révové (Uncinula necator). Díky tlusté slupce bobulí hrozny nehnijí. Ani k virovým chorobám není zvlášť náchylná.

## Víno

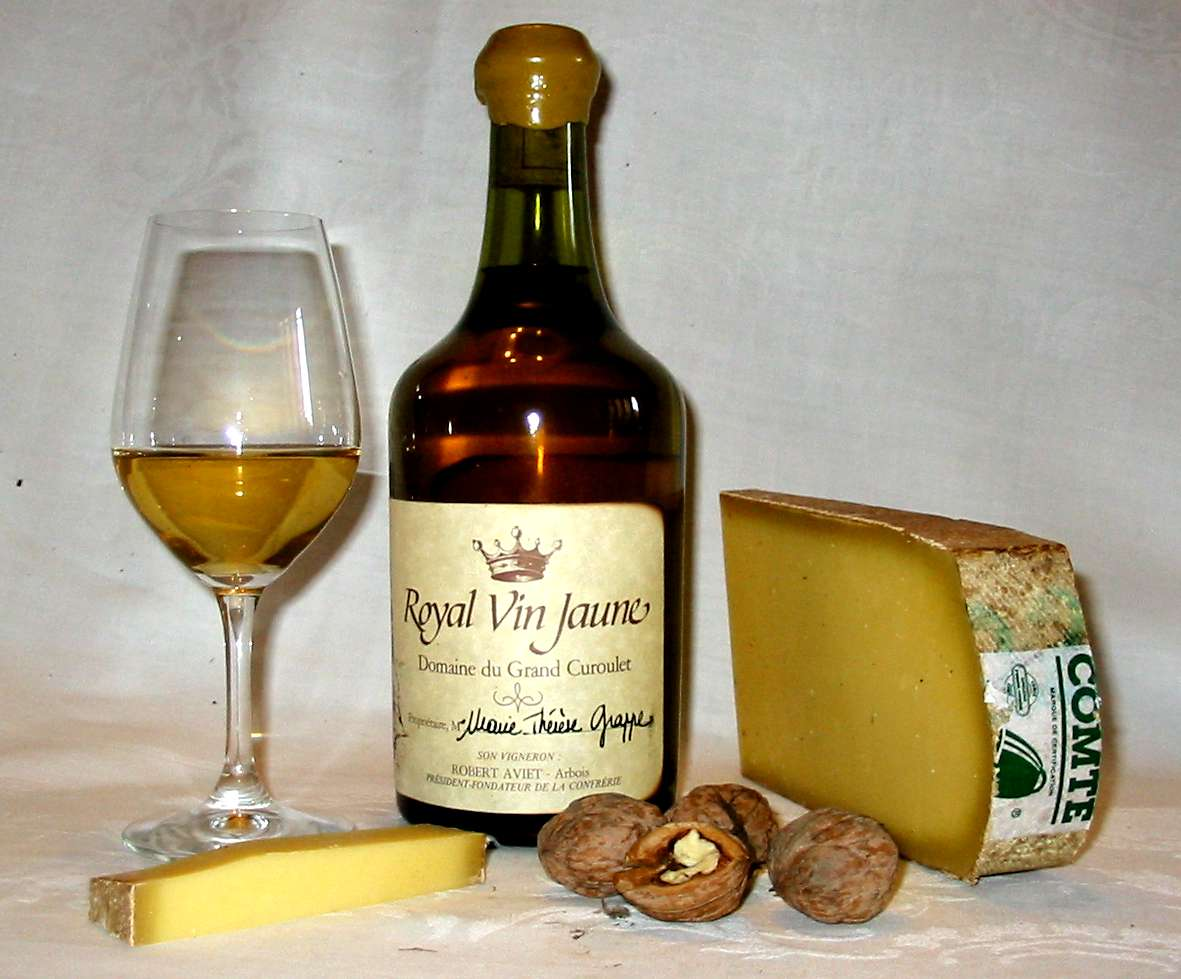
Vin Jaune, region Jura, Francie

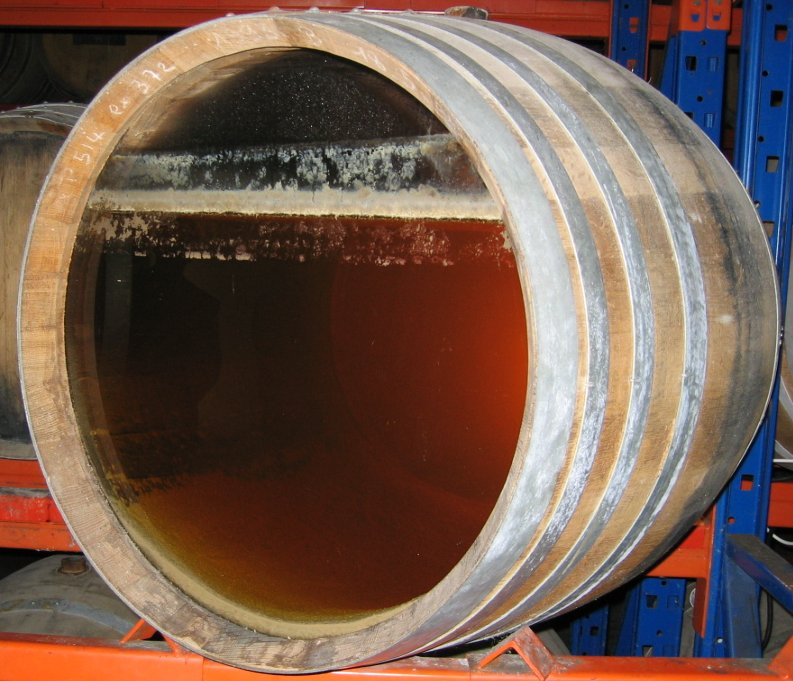
Vin Jaune, region Jura, Francie

Odrůdová vína jsou zlatožlutá, plná, buketní, často s vyšším obsahem zbytkového cukru a alkoholu, jemnějšího odrůdového, tramínového charakteru, s postačující aciditou, v chuti najdeme kořenité i florální tóny, muškát, oříšky, mandle, vanilku, akátový med, mirabelky, občas i zelený pepř, kouřové tóny a kakao. Vína jsou pověstná svým aroma, kvalitou a dlouhověkostí, ta nejlepší lze ve sklepě skladovat až 20–30 let. Naproti tomu tvrdí někteří enologové, že se kvalitou nevyrovnají vínům odrůdy Tramín červený.
„Vin Jaune“ neboli „žluté víno“, vyráběné ve Francii, v oblastech AOC Jura a Arbois, je vyráběné speciální oxidativní technologií. Po normálním prokvašení se nechává zrát šest let v ne zcela zaplněných sudech, bez dolévání, pod vrstvou kvasinek. Výsledný produkt se charakterem a acetaldehydovou navinulostí blíží sherry fino ze španělské oblasti Jerez s tím rozdílem, že „Vin Jaune“ není fortifikováno (dolihováno).

### Stolování
Odrůdová suchá vína lze kombinovat téměř s jakýmkoliv ne příliš výrazným jídlem, ideální jsou studená masa, paštiky či dokonce koláč s lesními plody.
K „Vin Jaune“ se doporučuje jako ideální partner sýr Comte, nebo pstruh či humr připravený právě na žlutém víně, případně husí játra (Foie Gras) či kachna na pomerančích.

### Multimédia
- Ing. Radek Sotolář : Multimediální atlas podnožových, moštových a stolních odrůd révy, Mendelova zemědělská a lesnická universita Brno, zahradnická fakulta v Lednici
- Martin Šimek : Encyklopédie všemožnejch odrůd révy vinné z celýho světa s přihlédnutím k těm, co již ouplně vymizely, 2008–2012